# Торговая площадь (Липецк)
Торго́вая пло́щадь — площадь в Советском округе Липецка. Расположена в квартале улиц Неделина, Горького и проезжей части самой площади. Проезжая часть проходит от улицы Горького до улицы Барашева, затем поворачивает в южном направлении и доходит до улицы Неделина.
Ранее площадь называлась Остро́жной, потом Тюре́мной — оба топонима даны по находившейся здесь тюрьме. Тюрьма была и после Октябрьской революции, а площадь 16 ноября 1918 года получила новое имя — пло́щадь Свобо́ды.
В дальнейшем после закрытия тюрьмы здесь построили Центральный рынок города, а площадь 4 ноября 1959 года переименовали в Торговую.
Во второй половине 1980-х рынок был перенесён на площадь Победы, а Торговую площадь застроили панельными домами.
Существуют планы дать ей имя архитектора И. П. Машкова, построившего в 1890 году в этом районе Никольскую церковь. После революции храм был исковеркан, использовался как тюремное помещение, а затем как хозяйственное. В последние годы восстановлен и находится посередине площади в окружении домов.
Протяженность площади составляет 410 метров.

## Транспорт
- авт. 8, 17, 40, 302, 308к, 317, 321, 332, 343 ост.: «Торговая площадь».